# Colgado de un sueño
"Colgado de un sueño" ("Pendurado num sonho") foi a canção que representou a Espanha no Festival Eurovisão da Canção 2000 que se disputou em Estocolmo.
A referida canção foi interpretada em castelhano pelo cantor pianista cego Serafín Zubiri, que já havia representado a Espanha em 1992 com a canção "Todo esto es la música‎" que terminou em 14.º lugar. Foi a décima-terceira canção a ser interpretada na noite do festival, a seguir à canção da Islândia "Tell Me!", cantada pelo duo August & Telma e antes da canção da Dinamarca "Fly on the Wings of Love", interpretada pelos Olsen Brothers. A canção da Espanha terminou em 18.º lugar (entre 24 participantes), tendo recebido um total de 18 pontos. No ano seguinte, em 2001, a Espanha fez-se representar por David Civera que cantou a canção  "Dile que la quiero".

## Autores
- Letrista: José María Purón
- Compositor: José María Purón

## Letra
A canção era sobre o poder dos sonhos, e como nada é impossível em sonhos. No palco, em Estocolmo, Zubiri surgiu ao paino, vestido de preto e usando óculos escuros. Ele estava acompanhado por quatro backing vocals; duas mulheres com vestidos de lilás e dois homens de fatos/ternos pretos.

## Outras versões
Zubiri lançou um versão em inglês, intitulada "Dancing on rainbows"("Dançando nos arcos-iris").